# ダンプ松本
ダンプ 松本（ダンプ まつもと、1960年（昭和35年）11月11日
 - ）は、日本の女子プロレスラー。タレント、女優。本名・松本 香（まつもと かおる）。身長164cm、体重100kg、血液型B型。埼玉県熊谷市出身。えりオフィス所属。「D・松本」と表記されることもある。
一斗缶やフォーク、そして竹刀などの凶器を使っての流血を伴う残虐なファイトスタイルで知られ、長与千種と2度にわたり「敗者髪切りデスマッチ」を行うなど、日本の女子プロレス史上「日本中から嫌われた最恐のヒール」として有名である。
そして1度目の引退後、元々の性格である明るく愉快なキャラクターでタレントを中心とした芸能活動を行ったため、女子プロレスラーとして復帰した現在では、自分の半生をモデルとし、主役となったNetflixドラマ「極悪女王」の影響もあり、「明るく愉快で優しい極悪なヒールレスラー」の先達としてプロレス界の重鎮となっている。

## 来歴

### 生い立ち
幼いころから父親の金銭問題・DV・女性問題などで苦労し、内職をする母親の手で育てられる。
中学生ではバスケ部、水泳部に所属していた。そして中学時代の時に、試合に負けた後にリング上で歌ったマッハ文朱の姿を観て、マッハ文朱の大ファンになり、女子プロレスに興味を持つ。
高校は私立大宮開成高校へ入学。高校一年と二年度には補欠ではあるがアーチェリーでインターハイへ出場した。高校時代では「ビューティーペア」のジャッキー佐藤に憧れるようになり、「追っかけ」までするようになり、ますます女子プロレスラーに憧れるようになった。そして父親と家計と子育てで苦労した母のために美味しいものを食べさせたり良い洋服を買ってあげたりするためのお金を稼ぎたいと思うようになり女子プロレスラーになることを志すようになる。

### 「全日本女子プロレス」入門
1980年（昭和55年）に新人オーディションに合格し全日本女子プロレスに入門。同じくオーディションで合格した北村智子：後のライオネス飛鳥や、オーディションでは無い入門だったが大森ゆかりや本庄ゆかり：後のクレーン・ユウ、そして長与千種は同期であり、後に「55年組」と呼ばれるようになる。
全女の練習生として過酷なトレーニングを数多く経験しながらも、プロテストになかなか合格出来ずに、一時は全女の営業活動の手伝いをし、全女の営業車の運転手をしていた。同年8月8日、本名の「松本香」で、田園コロシアム大会の新国純子戦でプロデビューをした。
松本と本庄、そして長与は「落ちこぼれ組」扱いをされており、巡業にも連れて行って貰えず、全女の上役からは「早く荷物を持って家に帰れ」と常々言われ続けていた。巡業に行けるようになっても先輩たちから過酷な虐めを受け続けた。それでも「お金を1円も稼いでいないのに辞めるのは嫌だ」「どうせなら先輩たちを一発ぶん殴ってやりたい」との一念で全女に残り続けた。

### ヒールへの道
当初はベビーフェイスでのデビューが決まっていたが、元々体格が良く「太っていたからベビーフェイスよりも自分にはヒールが似合っているし、実力で上を目指してベビーフェイスのファンからとことん嫌われるようなヒールのトップになりたい」と、デビュー前から思案していた。その意向を会社に伝え、ヒール軍団「ブラック・デビル」へ加入した。
1983年、デビル雅美率いるヒール軍「ブラック・デビル」の一員（他のメンバーはデビル雅美、タランチェラ、マスクド・ユウ、山崎五紀など）となった。当時のファイトスタイルは、ニコニコとした顔と丸い体型に合うヒールでありながらコミカルなもので、数年間は全く芽の出ない前座・やられ役の地位に甘んじていたが、1月、地元の熊谷市民体育館にてライオネス飛鳥の持つ全日本選手権に挑戦。飛鳥の負傷箇所である膝を執拗に痛めつけTKO勝ちを収めベルトを強奪する。その後、立野記代、山崎五紀を相手に2度の王座防衛に成功。6月、大宮スケートセンター大会でリターン・マッチに臨んだライオネス飛鳥にベルトを奪い返される。年末のフジテレビ杯争奪タッグトーナメントでは、新人の小倉由美とタッグで出場するも1回戦で敗退した。

### 「日本中から嫌われた」最恐のヒール「ダンプ松本」
タランチェラの引退と、デビル雅美・山崎五紀のヒールからの離脱を機に「デビル軍団」と袂を分かった。
そして1984年（昭和59年）の年明けにリングネームを「ダンプ松本」と改名し、全女の上役などに伺いを立てず、髪を金色に染め上げ試合会場へ登場し、その直後から顔面に派手なペイントを施すスタイルを確立。そして「マスクド・ユウ」もクレーン・ユウに改名し、共にヒールタッグチーム『極悪同盟』を結成。前年から人気・実力が急上昇していた「クラッシュギャルズ」（ライオネス飛鳥と長与千種が当時結成していたコンビ名）の対抗馬として名乗りを上げ抗争を繰り広げた。「極悪レフェリー」阿部四郎と結託する形で、反則攻撃の「黙認」やクラッシュギャルズに対する超高速フォールカウントなど、贔屓レフェリングのもとに凶器攻撃を多用する徹底的なヒールファイトも展開。「クラッシュファン」の少女たちから、憎悪を一身に浴びる存在となり、両チームのシンプルな戦いの構図が熱狂を呼び、女子プロレスは全国的なブームへと発展していき、女子プロレスを大いに盛り上げた。
フジテレビ系列で放送されていた『全日本女子プロレス中継』ではヒールにもかかわらず人気を博した。
リングネームの「ダンプ」は、本名時代のファイトを観ていた観客が「あいつ、ダンプみてえだ!!」と口走ったことに由来しており、全日本女子プロレスの松永高司会長は、このエピソードを引き合いに出して「スターはお客さんがつくってくれるんですよ」と語ったことがある。またダンプは松永会長からは生前大変に可愛がってもらったとインタビューなどで度々語っている。
それを裏付けるかのように、この時期と前後して先輩レスラーたちのいじめは嫉妬に変わっていき、会社の上役にダンプへの不満を訴えた。しかし松永会長は「俺はダンプを取る。不満ならお前たちが辞めろ。」と突っ撥ねてくれたという。
ヒールだった時代は自身のファンに対してもヒールを演じ切り、ファンは要らないと当時のインタビューなどで語っていた。本心はファンに応援されることがとても嬉しかったが、サインや握手を求められても一切応じず、断る際も「暇じゃねぇんだよ！」など、あえて辛辣な言葉を浴びせたという。
この対応の仕方もあったため、ダンプが悪役レスラーとしての全盛期の頃は女子プロレスファンの年齢層が低めであり、いわゆる「マーク：アングルを本気で信じる若年層」が多かった。そのため、ダンプのアンチが実家に押しかけ、「ダンプ出て来い!」と玄関を叩きながら大声で叫ぶ、玄関先にダンプを中傷する張り紙を貼る、窓ガラスを割られる、といった嫌がらせを何度も受けた。他にも当時ダンプが購入したばかりの真っ赤な新車のフェアレディZを納車直後に傷つけられる、私物の自転車や原付バイクを破壊されたり、タクシーの乗車拒否、当時の自宅マンションの空き巣被害や街中で罵声を浴びせられる、飲食店や服屋、デパートなどでの入店拒否など、ヒールとしての嫌われぶりは相当で、付いた異名が「日本で一番殺したい人間」であった。タクシーの乗車拒否に関してダンプは「自分では捕まえることができないから後輩レスラーに頼んで捕まえてもらいタクシーに乗車した」「運転手は乗客がダンプと分かるとすぐさま乗車拒否した」「運転手から『車内で凶器攻撃を仕掛けるんじゃないだろうな』と言われたが、『狙うわけないだろ!なんで後ろから殴るんだよ』と言い返した」などと述べている。
また、『夕やけニャンニャン』の片岡鶴太郎への襲撃（片岡へのドッキリ）、『毎度おさわがせします』に出演する格闘技素人の中学生男子（という劇中設定）らに技をかけたり殴る蹴るといった「女チンピラ」のような役どころの影響で、女子プロレスを知らない層にも「ダンプ＝公私関係なく乱暴者」というイメージがさらに独り歩きしていた。
母親に怖い思いをさせたことで一時は悪役レスラーを続けるか悩んだが、当時はまだ薄給だったため、つらい中でも必死で頑張り、努力の甲斐あって徐々にギャラも上がっていった。そして1986年8月には「新築の家が欲しい」という母親の願いを叶え、深谷市に当時4000万円弱の新築一軒家を購入してプレゼントした。
当初、リング上でダンプが頻繁に用いる凶器は金属チェーンや鞭だった。しかし、凶器を振り回す際、誤って自らを攻撃し激しい痛みがあったことや、場外乱闘中のアクシデントで｢全日本女子プロレス中継（フジテレビ ）｣ 常連ゲストの松岡きっこが指を負傷するといった経験から、現在まで愛用している竹刀へ変更した。ほかにもフォークやハサミ、一斗缶なども試合中には多用した。中継試合ではゲスト出演するタレントを威嚇して無礼な態度をとることが定番だった。しかし、ゲストのガッツ石松はダンプの行為に対して本気で怒り、殴りかかる勢いで抗ったため内心は恐怖で逃げ出したかったが、テレビカメラの前だったため平静を装ったという。また、試合前の入場時や試合後に控え室へ戻る際、テレビカメラマンに対する竹刀での攻撃も定番であった。また当時、極悪同盟に肩入れしていたレフェリーの阿部四郎も、ダンプに便乗する形で蹴りを見舞ったり物をぶつけるなどカメラマンを攻撃することがあった。
凶器を多用した試合内容ではあるが、危険度の高い技の使用は控えていた。ダンプによって流血させられた際は選手たちは麻酔なしで縫合させられ、ダンプが流血した際は自分自身で抜糸を行っていたという。
極悪同盟結成以前の全女では、備品や設備の破損を防止する観点から凶器の使用は一切禁止されていたが、結成以降は何を壊しても弁償は求めないから凶器を使ってくれと会社側から要請があった。しかし、不機嫌な際は凶器を用いるパフォーマンスをまったく行わなかった。凶器を使用しなかった意図は、相手レスラーの好感度上昇を阻む目的があった。逆に言えば、ダンプが凶器を使った相手レスラーの好感度は上がるという意味であり、ダンプから最も凶器攻撃を受けた長与千種への注目度は上がるばかりだった。
試合中の奇抜なメイクは、ヒールレスラーでありながら笑うとえくぼが出てしまう可愛らしい童顔を隠すために行っていた。デザインはハードロックバンド「KISS」のコープス・ペイントを参考にしている。コスチューム代は自己負担だった。
ピーク時の1試合当たりのギャラは3万5千円。タイトル戦に勝利すると100～200万円を手にし、平均月収は100万〜300万円であった。ヒールキャラがポピュラーとなり芸能活動を開始しバラエティ番組への出演が多くなると、月収500万円の時もあったという。全盛期には本業のプロレスと芸能活動のギャラを合わせ年収5000〜6000万円ほどが4年間続いた。しかし、母親のために家を購入後は、普段から極悪メンバーなどの後輩と出掛けた際には毎回全ての飲食代を全額支払い、大好きだったパチンコに散財し全女を辞めるまでに殆ど使い切ってしまったと語っている。現在も親交のある後輩の工藤めぐみは「当時のギャラは現金支給で、支払日に一緒に受け取りに行ったときにダンプさんの給料袋の札束が立つほどに厚くて驚いた」と証言している。
後には一番弟子となるブル中野やコンドル斉藤、ドリル仲前、影かほるが加入し、「極悪同盟」は大所帯となり、現在まで続いている。

#### 長与千種との「敗者髪切りデスマッチ」
1985年（昭和60年）8月28日に大阪城ホールで行われた長与との「敗者髪切りデスマッチ」ではダンプが勝利し、ダンプ自身の手により長与千種の髪の毛をバリカンで刈り上げた。この試合はその壮絶さも含めて「伝説の試合」として長年語り継がれ、後にNetflix配信ドラマシリーズ「極悪女王」制作のきっかけとなり、クライマックスシーンとして用いられた。
試合終了後、「髪切り」をした後、試合会場は暴動状態となり、500～600人のファンが極悪同盟の選手バスを取り囲んで揺らすという事態まで発展した。ダンプは当時の事を「警備員にまで殴られる始末だった。あの時は本当に殺されるかと思った」と述べている。
1986年（昭和61年）11月に行われた2回目の「敗者髪切りデスマッチ」では前回とは逆に松本が負けたため、松本が丸坊主になった。
1986年、WWF（現WWE）に短期間の参戦。現地でもブル中野とタッグを組み3月8日にボストンのボストン・ガーデンでベルベット・マッキンタイヤー&ドーン・マリー組と、同月16日にはニューヨークのマディソン・スクエア・ガーデンでマッキンタイヤー&リンダ・ゴンザレス組と対戦している。
同年、ビクターエンタテインメントからミニアルバム『極悪』を発表して歌手デビューし、芸能人水泳大会にライバルの長与千種と出演したり、『月刊明星』では「読者のお悩み相談コーナー」のレギュラー回答者として担当するなど、本業のプロレスと並行して芸能活動も数多くこなすようになっていった。
そして最初の引退間近の1988年頃から、試合では相変わらずヒールに徹したダーティファイトをしながらも地方興行先では公の場でもベビーフェイス選手と親しげに会話したり、サインや握手、写真撮影などのファンサービスにも応じるようになっていった。

#### ダンプ松本引退試合
1988年（昭和63年）1月4日の後楽園ホール試合後に、全女には秘匿しマスコミを集め電撃引退を発表した。
前年の夏頃から待遇等の改善が全くされずなど全女に嫌気が差して引退を希望していたが、全女の売上減少を恐れた上役側の引き止めが強く強行出来なかったと語っている。
後年のインタビューで「私はその当時、他の選手のような会社から露骨な肩たたきなどはまだされていなかったけど、私が全盛期のうちに引退すれば今後の興行収入などの売上げがガクンと落ちると思い、プロレスは好きだから辞めたくはなかったけど全女を困らせてやりたかったんで引退を決意した。」と引退理由を語っている。ダンプとクラッシュギャルズ全盛期の全日本女子プロレスは年間数十億円もの売上げがあった。会社は相当な利益を得ていたにもかかわらず、経営者である松永一族の浪費、加えて一族の拝金主義のおかげで、ダンプを含む所属選手たちのギャランティーや設備、待遇改善に全く還元されないなど、松永会長以外の上役たちにもかなり不満があったとインタビューでも度々語っている。ダンプの思惑通り、引退後は観客動員数が激減したとブル中野やアジャ・コングら後輩選手が語っている。
そして引退には、この時には親友となっていた大森ゆかりも賛同し、2月22日に大田区体育館で「ダンプ大森引退特別試合」を開催した。
当初は大森と組み、クラッシュギャルズを相手に対戦したが、4人全員が場外で流血した上、ダンプが味方の大森に凶器攻撃を見舞うなど収拾が付かずノーコンテストとなってしまった。
しかしその後、ダンプのマイクアピールに他の3人が呼応し、パートナーを交換。ダンプ松本と長与千種が組み、大森ゆかりとライオネス飛鳥が組んでの「奇跡的なタッグチーム」による5分間のエキシビションマッチが行われた。
そして2月28日、地元である熊谷市体育館でダンプの両親、妹に見守られながら、一番弟子のブル、コンドルをダンプ自ら最後の対戦相手に指名。変則ラストマッチを行いプロレスを引退した。
「2度目の引退試合」の後、「クラッシュギャルズのファンの皆さん、今までチーちゃん（長与）やトンちゃん（飛鳥）のことをいじめてすいませんでした」と号泣しつつ謝罪する最後のマイクパフォーマンスを行った。

### 1度目の引退後の芸能活動
引退後は、ダンプの元気で明るくユニークなキャラクターを生かして本格的にタレント、女優として芸能活動を始めた。
大森ゆかりと「桃色豚隊（ピンクトントン）」というユニットを組み、シングルCD「赤いウィンナー逃げた」を発売した。
引退から芸能界への転身にあたり、会社の営業から「お前なんか芸能界で成功するわけがない。3か月も持たない」と罵倒された。ダンプは「3年後に芸能界でまだ生きてたら、道場の前でビールかけをやってやるからよ」と啖呵を切って引退した。数年後、罵倒された営業から全女のイベントを盛り上げるための仕事依頼があった。その掌返しに激怒したダンプは、「3か月持たないって言ったよね、あんた言ったよね!?」と詰問し、「申し訳ありませんでした。」と謝罪を受けたという。なお、ビールかけは芸能界転身から3年後にテレビの企画で実現した。
1998年 - 全日本女子OG興行（「メモリアル・オールスター戦〜あの時、君は強かった!!」1998年8月14日、川崎市体育館）におけるエキシビションマッチで、一日限りの限定復帰。共に発起人として参加した大森ゆかりやジャンボ堀とは、全女時代からの親友で現在も親交がある。同年、芸能事務所のマネージャーが借金を抱えたまま蒸発してしまう。
また上記のマネージャーとは別で、妹の広美がダンプ松本のマネージャーを務めるようになり、現在も続いている。

### 現役復帰
2003年（平成15年）、約15年ぶりに女子プロレスラーとして復帰した。
「本物のヒール」を復活させるため、新日本プロレスの「魔界倶楽部」に共鳴し「極悪倶楽部」を結成。吉本女子プロレスJd'でマネージャーとして現場復帰。横浜アリーナにおける全日本女子35周年記念興行での限定復帰の直後に、低迷した女子プロレス人気を自身が復帰することで少しでも再燃できればと考えた。
古巣である全日本女子の松永高司会長にサーキット参戦を直訴し、藤井巳幸に声を掛け、藤井を「サソリ」としてヒールターンさせて「極悪同盟」を再結成し全日本女子のサーキットに参戦。松永高司会長からコーチとしての復帰を打診され、その予定で北海道巡業に帯同したが、現地に着くと巡業の全試合のメインイベンターに自身の名前が載っており、結局松永家に謀られる形で現役復帰したというのが真相である。
復帰後には一時期プロレスに専念するため、芸能活動を休止した。
同時期に、交流がある先輩のジャガー横田や、目を掛けていた後輩の北斗晶が本格的にタレント活動を開始する。
2004年、シャーク土屋の呼びかけに応えてGAEA JAPANに登場し、タッグ戦にてクラッシュ2000（元・クラッシュギャルズ）と対戦。
2006年、初の自主興行「極悪血祭り」を新宿FACEで開催。毎回好評で、現在まで「極悪祭」という名称で不定期で開催されている。
2015年、5月23日大田区総合体育館で大仁田厚＆長与千種を相手にTARUをパートナーに迎え、史上初の男女混合電流爆破タッグデスマッチ「大江戸超花火」を開催した。
多くのファンが試合会場へ足を運び楽しく観覧してもらえるよう、女子プロレス界を再び盛り上げたいという強い思いでレスラーと芸能活動を両立しながら現在も活躍している。レスラーとしてはマーベラスを主戦場としつつ、プライベートでも面倒を見る後輩の堀田祐美子率いる「堀田暴走軍」にも参加。また近年はボディプレスをフィニッシュムーブにもしている。
現在は極悪支部というファングループも全国各地に点在し、当時とは異なり「ファンサービスも喜んで応じます」とインタビューで語っている。

### 「極悪女王」
2024年（令和6年）9月19日、ダンプ松本が女子プロレスラーとなり、「松本香」から「ダンプ松本」となり、1度目の引退をするまでの半生を描いたNetflixドラマシリーズ『極悪女王』が配信された。
主演のダンプ松本役であるゆりやんレトリィバァの熱演もあり大ヒットとなり、同時にダンプ松本と「ダンプ松本の人生」の知名度向上に繋がった。
そしてダンプ松本は様々なプロレス団体の試合に出場するようになり、プロレス界の活性化に貢献している。

## 所属
- 全日本女子プロレス（1980年 - 1988年）
- フリー（2003年 - ）

## 人物

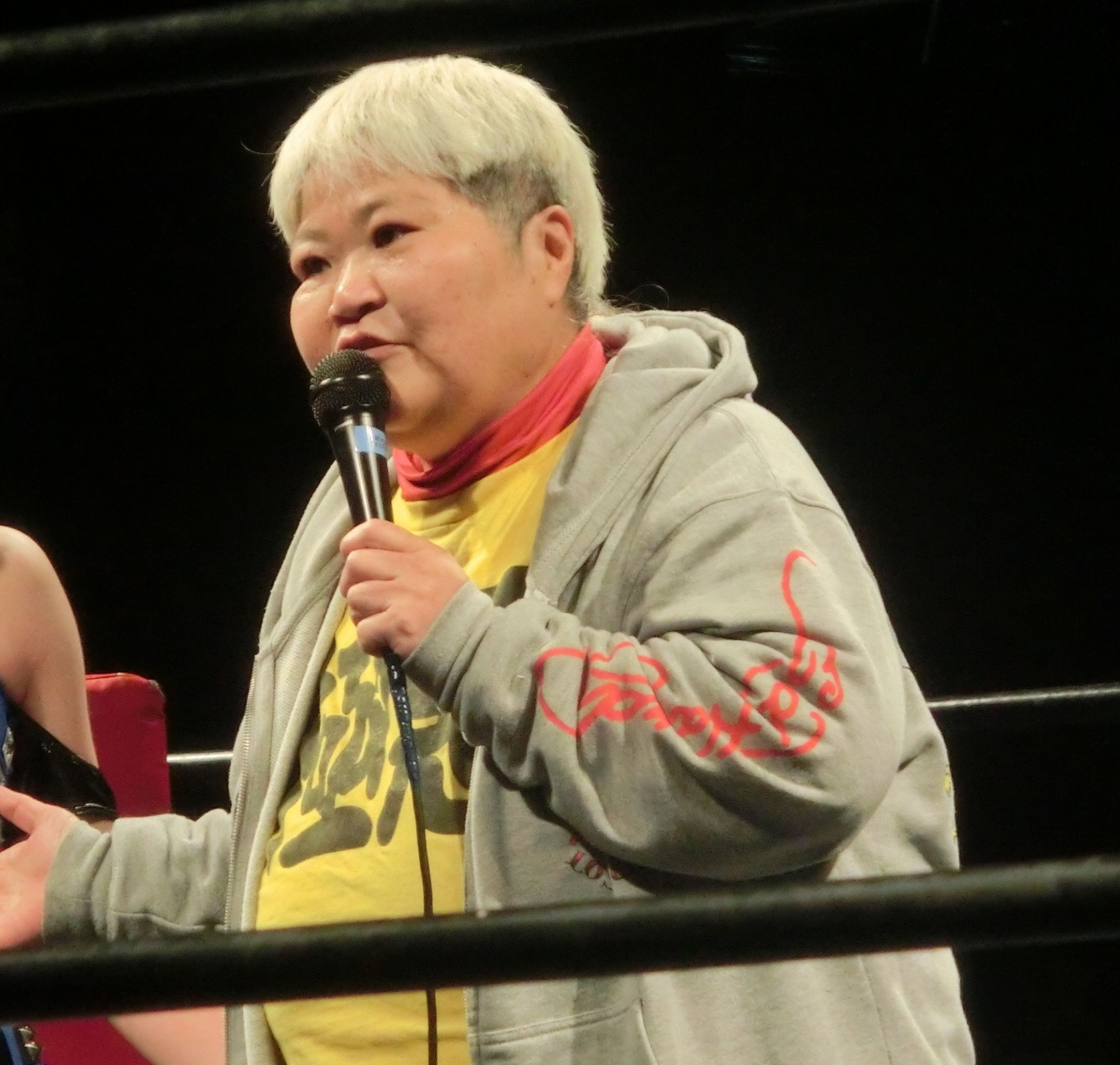
素顔のダンプ松本

### 新人時代のイジメ
ダンプ自身も、デビュー前や新人の頃、先輩や同期、フロントなどから受けた理不尽ないじめ・しごきに耐えていたと明かしている。
先輩の指示で道場に飾られた亀の甲羅を背負い這いずり回ったり、地方巡業中に移動バスの座席へ座ることも許されず長時間立ち通しだった。おもちゃのお金を渡され買い出しへ行くよう強制されたり、ドライブインでの休憩中、故意に置き去りにされ走ってバスを追いかけるなど、幾つもの壮絶なイジメに遭ったことがあったという。
そのため、後輩には自分が受けた理不尽ないじめ・しごきなどを絶対行わなかった。
また「極悪同盟」の方針として、悪口・陰口、内緒話、告げ口、人を待たせること、これらの禁止を掲げていた。

### ダンプ松本の人柄
リング上ではヒールに徹するが、リングを降りれば涙もろく人情に篤い性格である。後輩たちの悩みや相談などに対し親身にアドバイスし、引率して飲食に連れて行くなど、親分肌でとても面倒見がよく、現在も多数のベビーフェイスの後輩をはじめ極悪メンバー以外の女子プロレスラーのみならず、男子プロレスラーからも慕われている。また、レスラー以外にも広く人望があり、多くの芸能人など幅広い交友がある。
ダンプの人柄を表す印象的なエピソードがある。1987年の春、ブル中野や小松美加、コンドル斉藤、北斗晶が、年長の先輩から理不尽ないじめや厳しい指導に対する不満を抑えきれず、青森県八戸市の地方興行中に集団で脱走し、翌日全女の寮へ戻った。そして、先輩たちに気付かれぬよう身を潜めていたところダンプに発見されてしまう。叱責を覚悟し言葉を失っていたところ、ダンプは「おかえり。心配しなくても大丈夫だからね。」と優しく声をかけ、皆で思わず抱き合い泣いてしまったという逸話がある。

### パチンコ
現役時代から32年近くもの長い期間パチンコ依存症で苦しみ、これまで「都心の高級マンションを購入できる程」の金額をパチンコに費やし、一か月に100万円ほど負けたこともあり、当時は手持ちが無くなるとギャラの前借りをするなどして更にパチンコに費やしていたと語っている。

### 「髪切りデスマッチ」の逸話
長与千種との2回目の「髪切りデスマッチ」の記者会見で、生きたニワトリをハサミで斬首するパフォーマンスを画策したが、生きたニワトリが手に入らなかったため頓挫してしまった。
長与千種との2回目の「髪切りデスマッチ」の時に刈られたダンプの髪の毛の一部を後にお笑いタレント増田英彦（ますだおかだ）が所有しており、2025年4月に放送された『開運!なんでも鑑定団』（テレビ東京）で出品され、鑑定額30万円の値段が掲示された。

### 家族との関係
母親の里子は、リング上での凶行が演技だと知っていても暴力的な振る舞いに抵抗を感じており、試合会場へ観戦に赴く際は、怪我をさせた対戦相手の元へ毎回謝罪に訪れていた。そうした行動を執る母親へ「試合中の怪我の事で親が出てくるのは恥ずかしいから謝りに行かなくてもいいからね」とダンプはよく話していたという。
ヒールで世間から嫌われていた為に、母親や妹の広美からは、ダンプがプレゼントした実家へ「帰って来ないで」とも言われてしまい、1988年の全女引退時までダンプは実家へ帰宅しなかった。
また妹はダンプの姉妹だという事が周辺に知られると誹謗中傷されたり当時交際していた恋人から一方的に別れを告げられるなど投げやりになり、ダンプ松本改名前から地元の暴走族に加入して未成年時は不良少女で手がつけられない程荒れていたとインタビューで語っていた。一度目の引退時の芸能活動開始の頃からはダンプ松本のマネージャーを務めるようになり、2024年現在もダンプの身の回りの世話をしながらマネージャーを兼任している。
2019年8月7日にはダンプが幼少時から確執があった父親の五郎が逝去した。
殺意まで抱いた相手であり、50年の間、口を利かなかった父親だが、晩年の入院中に意識が朦朧とした中で「この人は誰だかわかる？」と看護師に問われ「ダンプ松本」と答えたことから、テレビで自身を応援していたことを悟り、和解に至った。これが父との最後の会話となったという。
正確には、その4か月前に父が肺炎で入院していた際に、医師から「持ってあと1週間です」と言われた瞬間、憎しみが消えたという。退院後、認知症の症状が見られた父を介護施設に入所させたが、憎んでいた頃とは全く別人となっていた父と初めて二人きりで写真を撮るなど、父に対する態度は既に軟化していた。

### 「クラッシュ・ギャルズ」の2人との関係
壮絶な抗争を繰り広げた「クラッシュ・ギャルズ」の2人はダンプと同期である。
長与とはデビュー当時は落ちこぼれコンビでもあった。飛鳥とは全女の寮で新人時代からルームメイトだったため、デビュー前から現在に至るまで公私共に親交が深い仲だった。しかし、抗争当時の全女ではベビーフェイスとヒールレスラーが公の場での会話や懇意にすることは厳禁だった。そのため、クラッシュギャルズファンに二人との仲を悟られぬよう、プライベートでも徹底してヒールを演じ、引退までクラッシュの2人とは口を利かなかった。
また、会社の上役から身に覚えのない互いの悪口を焚きつけられ、一時は長与や飛鳥と険悪な雰囲気になっていたこともインタビューで明かしている。
この件は、後年ダンプとクラッシュの2人が話し合った際、会社に仕組まれていたことが判明し誤解が解けたという。

### クレーン・ユウとの関係
「極悪同盟」ではクレーン・ユウも本来は優しい人柄で、ファンに声を掛けられると手を振るなどの対応をしてしまっていたため、「ヒールなんだからそういうのはダメ」とダンプは注意していたという。
しかしクレーン・ユウが改めなかったため、「ユウとはコンビを組めない」とダンプから全女に直訴し「極悪同盟としてのコンビ関係」を解消し、壮絶な流血戦の末にクレーン・ユウを「極悪同盟」から追放。クレーン・ユウは引退し、レフェリーへと転身した。

### アジャ・コングとの関係
同じくヒール軍団の一員であった新人時代のアジャ・コングにはあまり目を掛けていなかった（アジャがプロレスデビュー前から熱狂的な長与千種ファンであったことは周知の事実で、アジャ本人はベビーフェイス志望だった）。ヒール役に対してモチベーションの低いアジャは、ダンプのセコンドだった新人時代、試合中凶器を手渡す際にミスをし、殴られたこともあった。2011年には「自分の中ではダンプさんとは合わなかった」とアジャはインタビューで語っている。
ブル中野はアジャとの対談にて、アジャとの距離を縮めたいがためダンプから故意にからかわれたり弄られていたと証言している。その際アジャは、希望したベビーフェイスではなくヒールレスラーとして極悪同盟への加入が決まり、渋々取り組んでいたことが普段の態度からも完全に滲み出ていたことに理由があるとして、「自分から嫌われる原因を作ってしまっていたから」と述懐している。
古参となった2016年のインタビューでアジャは「当時の自分は考えがまだ子供でダンプさんも極悪同盟も悪役だったから大嫌いで、グループ内で露骨に嫌な態度を取り続けていて他の仲間からは嫌われていた。それでもダンプさんは、そんな態度を取っていた自分を気遣っていつも歩み寄ろうとしてくれていたし、陰ながら見守っていてくれていた。1988年にダンプさんが引退した後、その事に気付いてからはとても偉大な人物だと自覚した。」と、ダンプを敬愛するコメントを出している。
しかし、新人時代に極悪同盟を辞めたいというストレスから、禁止されている飲酒をし酔った勢いで先輩達の制止を振り切りダンプに向かって「鬼は外！」と言い放ちかっぱえびせんを投げつけた事があった。翌日ダンプに殺されると思ったが、ダンプは寛容な態度で一切お咎めが無かった。その出来事から15年後の深夜に泥酔したダンプから電話があり、「アジャちゃんはダンプちゃんの事を嫌いだから、かっぱえびせんを『鬼は外』って投げたんだよね〜？」と当時のエピソードをしっかり記憶しており通話中には冷や汗をかいたとインタビューで語っている。

### 恋愛への考え方
理想のタイプは俳優の中村雅俊。中村の大ファンであることを現役当時から公言している。

### ダンプ松本の証言集
2023年にブル中野のYouTubeチャンネル「ぶるちゃんねる」に出演した際に、ダンプは「敗者髪切りデスマッチ」に関して、「クラッシュギャルズにおける意思統一がなされていなかった」と指摘した上で、「飛鳥に聞いたところ、長与との敗者髪切りデスマッチは勝手に会社に決められた」「セコンドについている飛鳥の顔を見ると、憎たらしいって顔してて。千種のことを可哀そうというよりも、私がやりたかった顔だった」「長与の髪を切る際は、最後まで坊主にしていない」「今思えば、余計に腹が立つ」と述べている。
女子プロレスファン時代からの大ファンだったジャッキー佐藤が闘病中の時には頻繁に訪問し、ジャッキー佐藤逝去後は「ダンプは泣き虫で、すぐに大泣きしてうるさいから私の見舞いに来るな!!とよく冗談ながらにジャッキーさんに言われました」と涙ながらにインタビューに応じる姿がワイドショー番組などで放映された。
食事を共にするなどプライベートでも親交のあったプラム麻里子が試合中の事故で亡くなった際、マスコミに対し「最近危険な技が増えてきていて、いつも危ないと思うことがある。いくら体は鍛えられても頭だけは鍛えることができない」と涙ながらにコメントした。

## 得意技
- ラリアット

全盛期のフィニッシュ・ホールド。復帰後も頻繁に用いられている。横殴り式に放つパワーとウェイトを利して喉元にぶち当てる一撃は強烈であり、喰らった相手が空中で一回転したこともあった。
- パワーボム

全盛期後半のフィニッシュ・ホールド。
- 凶器攻撃

トレードマークである竹刀を始め、チェーン、フォーク、一斗缶、ドラム缶など多彩な凶器を使って攻撃する。
- ボディ・プレス

近年の主なフィニッシュ・ホールド。
- パイルドライバー
- ブレーンバスター

## 獲得タイトル
- 全日本シングル王座：1回
- WWWA世界タッグ王座：2回（クレーン・ユウx1、ブル中野x1）
- 全日本女子プロレス殿堂入り
- レスリング・オブザーバー殿堂入り（1996年）

## 出演

### テレビ
- オレたちひょうきん族（フジテレビ）
- オールナイトフジ延長戦（1988年、フジテレビ）
- オールスター爆笑ものまね紅白歌合戦!!（フジテレビ）
- 夕やけニャンニャン（フジテレビ） - 初期の頃出演していた｡
- なるほど!ザ・ワールド（フジテレビ）
- おいしんぼ探偵社（TCAT）
- ほっぷすてっぷダンプ（TCAT）
- 午後は○○おもいッきりテレビ（日本テレビ） - レギュラーコメンテーター
- ゆうどきネットワーク（NHK）
- パオパオチャンネル（テレビ朝日） - 金曜日に短期レギュラー
- 松本伊代のキラキラ80's（MONDO21）
- 激変!ミラクルチェンジ（TBS）（2010年11月17日） - ダイエットに挑戦。約3か月で115kg→91kgの減量に成功。
- それゆけ!マーシー（MBS）
- 土曜だエブリバディ!（朝日放送）
- くりぃむしちゅーの最強アイドル大百科 (2011年10月1日 日本テレビ)
- クイズ世界はSHOW by ショーバイ!!（日本テレビ） - 初期の頃、準レギュラーで出演
- めちゃ×2イケてるッ!（フジテレビ） - 極楽同盟を懲らしめる役として。
- 熱闘!スポーツクイズ（テレビ東京）
- ぽかぽか（フジテレビ）「GW特別企画 激レア品が続々登場!? 家にある「金ピカのもの」を持って集合!」「あつまれ!お母さん大好き党」

### ラジオ
- 1985年のクラッシュ・ギャルズ（2013年1月 NHK-FM青春アドベンチャー） - 本人役

### テレビドラマ
- 毎度おさわがせします（1985年1月 - 1985年3月TBS）
- 夏・体験物語（1985年8月 - 1985年9月、TBS）
- 毎度おさわがせしますII（1985年12月 - 1986年3月、TBS）
- 誇りの報酬 第32話「二人だけの非常線」（1986年5月、NTV）※憧れの中村雅俊と共演。
- 夏・体験物語II（1986年7月 - 1986年10月、TBS）
- 結婚してシマッタ!（1988年、TBS）
- 木曜ゴールデンドラマ「マルタの女」(1)(2)（1988年、1989年、YTV）※主演
- 水曜グランドロマン「懲りない女たち(1)」（1988年、NTV）
- 明日はアタシの風が吹く（1988年、NTV）
- 必殺スペシャル・新春 決定版!大奥、春日野局の秘密 主水、露天風呂で初仕事（1989年、ABC） - 腰元 多聞 役
- さすらい刑事旅情編II 第12話（1989年、ANB）
- いけない女子高物語（1990年、NTV）
- 社長になった若大将（1992年、TBS）
- 透明人間 第7話（1996年、NTV）
- TRICK〜Troisième partie〜 第8話（2003年、テレビ朝日） - 亀山藤二郎の元恋人（写真出演）
- ハンチョウ〜神南署安積班〜シリーズ4 〜正義の代償〜 第8話（2011年5月30日、TBS） - 昌子 役

### 映画
- まぜこぜ一座殺人事件（2024年10月18日公開予定）[41]

### Vシネマ
- DiGi mation 5 新桃太郎伝説 七夕の村は激戦区（1993年） - 金太郎 役

### OVA
- クライング フリーマン（1989年 - 1992年） - 白牙扇 役

### ミュージック・ビデオ
- マーキーズ「とんがり娘」（1991年）

### 舞台
- 「零れる果実」　脚本：鈴江俊郎、狩場直史　演出：蜷川幸雄、佐藤信（1996年10月26日 - 11月10日）シアターコクーン[42][4]
- 「真夜中のランデヴー」　演出：逢坂勉　出演：野川由美子（1997年6月）　地方公演　- 少女役[5][43]
- 「黄金のバット」ミュージカル（1998年3月）　熊谷市主催　熊谷文化創造館[44]
- 「ＭａＭａと呼ばないで！」（1998年3月 - 4月5日）シアターサンモール[45]
- トウキョウ演劇倶楽部プロデュース公演Vol.1「Live in toRAIN No.A-h」（2013年2月9日 - 17日）新宿シアターモリエール

### CM
- 日清食品 「タコヤキラーメン」

ラーメンの具として、たこ焼き3個が入っている。CM中でのセリフ「おい!」「みんな初めは分かってくれないんだ」「マジだぜ!」が話題になる。CMは複数のバージョンが作られたが、その1本では冒頭に、ノーメイクの素顔で「たこやきが、ラーメンになったのよ!」と明るく商品をアピールする場面もあった。なお、素顔のシーンはリハーサルだと騙されて撮影したものであり、放映開始まで本編での採用はダンプ本人は知らされていなかった。当時ダンプはヒールのイメージを守るため、ノーメイクでのメディア出演を断っていたが、全女側がギャラの上乗せを画策し、ダンプ本人に無断で素顔を出す契約を結んでいた。
- 金鳥 「どんと」「お風呂どんと ホットマン」 桂文珍と西川のりおと共演。
- アルペン 松本典子と共演。
- ジュピター宝飾（東海地区ローカル）
- 日本水道センター「相談しよう水のトラブル編」/共演者：中村美貴・麻矢
- ザ・リーヴ　プロレスリング・ノア選手らと共演。
- Netflixドラマシリーズドラマ「極悪女王」[6]CM「話したくなる話がある。」編

## 音楽
- 極悪（1985年、ビクター音楽産業、アルバム）

坂本龍一、44MAGNUM、白井良明、サエキけんぞう、タケカワユキヒデらが楽曲を提供している。
2024年10月2日よりサブスクリプションにて各音楽配信サービスで配信された。
- 赤いウィンナー逃げた（1988年、ビクター音楽産業、シングル）

大森ゆかりとのユニット「桃色豚隊（PINK TONTON）」名義。タイトルチューンは作詞：秋元康、作曲：見岳章。

## 書籍
- 『ダンプ松本のマジだぜ!』集英社（1986年1月）
- 『なんたって乙女の底力』スコラ（1988年4月）大森友伽里との共著
- 『私じゃダメかい!!』ビクター音楽産業（1988年7月）
- 『どんとこい芸能界!―極悪ダンプの芸能界毒舌言いたい放題! 』日本文芸社（1989年5月）
- 『おかあちゃん!』主婦と生活社（1991年5月）
- 『長女はつらいよ―だけど、元気もりもり』同文書院（1994年2月）
- 『「ザ・ヒール」極悪と呼ばれて』小学館 ダンプ松本、平塚雅人著（2021年1月）
  - 『ダンプ・ザ・ヒール』 - 原秀則によるコミカライズ、ビッグコミック連載、小学館 全5巻

## 関連作品
- 極悪女王（Netflix配信ドラマシリーズ、2024年9月19日） - 主人公のダンプ松本役をゆりやんレトリィバァが演じる[47][6]。

## 関連人物
- ブル中野
- 阿部四郎
- 黒田アーサー

## 参考資料
- 日外アソシエーツ株式会社 編『新訂 現代女性人名録』日外アソシエーツ株式会社、2001年7月25日、1149-1150頁。ISBN 4816916814。